# Firlot
Das Firlot war ein schottisches Hohlmaß, wobei ein Biermaß und ein Getreidemaß unterschieden wurden.

## Biermaß
- 1 Firlot = 2641 ¼ Pariser Kubikzoll = 52 ⅓ Liter

## Getreidemaß
Als Getreidemaß war eine Unterteilung in 
- 1 Firlot = 4 Pecks = 16 Lipies
- 4 Firlot = 1 Boll und 16 Boll = 1 Chaldron

Nach dem Weizen-Firlot wurden gerechnet: Weizen, Roggen, Erbsen, Bohnen, Salz und Futterkörner.
- Weizen: 1 Firlot = 1817 Pariser Kubikzoll = 36 Liter

Nach dem Gersten-Firlot wurden gerechnet: Gerste, Malz, Hafer, Früchte und Kartoffeln.
- Gerste: 1 Firlot = 2651 Pariser Kubikzoll  = 52 ½ Liter

Zum Vergleich:
124 Firlot Weizen entsprachen 85 Firlot Gerste.
Zur Umrechnung vom Firlot auf das neue Bushel setzte man den 
- 111 Firlot Weizen gleich 100 Bushels.

Bei Gerste setzte man 
- 209 Firlot gleich 297 Bushels.

Zum Vergleich: 
Mit den alten Maßen war 
- 1 Bushel = 1 1/110 Weizen-Firlot = 11/16 Gersten-Firlot